# Gabriel Le Coat de Kerveguen
Pour les articles homonymes, voir Kerveguen.
Pour les autres membres de la famille, voir Famille Le Coat de Kerveguen.
Gabriel Le Coat de Kerveguen, né le 10 mars 1800 à Saint-Pierre (La Réunion), et mort le 4 mars 1860 à Paris, est un aristocrate français, richissime planteur et industriel esclavagiste de l'île de La Réunion.

## Biographie

### Fils d'un colon de La Réunion
Louis Marie Gabriel Le Coat de Kerveguen est le fils de Denis Le Coat de Kerveguen (1776-1827), Breton né à Landerneau (Finistère), neveu de Jacques-Yves Le Coat de Saint-Haouen, et cousin de Yves Le Coat de Saint-Haouen.
Fuyant la Révolution française, Denis Le Coat de Kerveguen débarque à La Réunion en 1796 sur la frégate La Régénérée. Il s’établit comme commerçant dans la partie sud de l’île, vend du blé et de la toile, notamment la fameuse toile de Guinée, bleu indigo, qui sert à la confection des vêtements des esclaves sur toutes les plantations, ou « habitations ».
Il se marie successivement à deux héritières locales. Une première fois en 1799 à Saint-Pierre avec la créole Angèle Césarine Rivière (1777-1815), fille d'un capitaine de la milice, membre de la bourgeoisie locale. La dot se compose de 12 000 livres tournois et une quinzaine d’hectares de terres agricoles (les propriétés de Manapany et Saint-Joseph). C'est de cette union que naît Gabriel, le 10 mars 1800, à Saint-Pierre.

### Expansion phénoménale du riche héritier

#### Héritage conséquent
Le 14 janvier 1827, à la mort de son père âgé de 51 ans, Gabriel hérite à 27 ans d'une centaine d’esclaves (comptabilisés dans la succession), de 330 hectares de champs cultivés en cannes à sucre et en épices (dont le domaine des Casernes à Saint-Pierre), et d'une fortune de plus de 1,2 million de livres.

#### Planteur et industriel
En 1831, il épouse une riche créole, Anne Marie Chaulmet (1816-1836), qui lui apporte en dot le domaine de la Ravine des Cabris. Cette manne providentielle lui permet de se lancer dans la culture de la canne à sucre dans les hauts de Saint-Pierre.
En quelques années, Kerveguen devient un des plus gros acheteurs de terres de La Réunion. De mi-février 1835 à mars 1837, il achète plus de 100 parcelles du côté du Tampon, dont la sucrerie de Bel-Air. Dans les années suivantes, il se constitue un domaine immense, qui va des hauts de Saint-Louis aux hauts de Saint-Pierre, allant même jusqu'à posséder une immense partie de la Plaine des Cafres.
Il devient ainsi le plus gros acheteur foncier de l'île. De moins de 100 ha en 1828, son domaine passera ainsi à 628 ha en 1830, puis à 2 128 ha en 1840, 3 127 ha en 1848 et dépassera les 5 000 ha en 1860.
Pour ses enfants, il s'aventurera plus à l'ouest afin de leur acheter des parcelles au-dessus de Saint-Louis.

#### Négociant et armateur

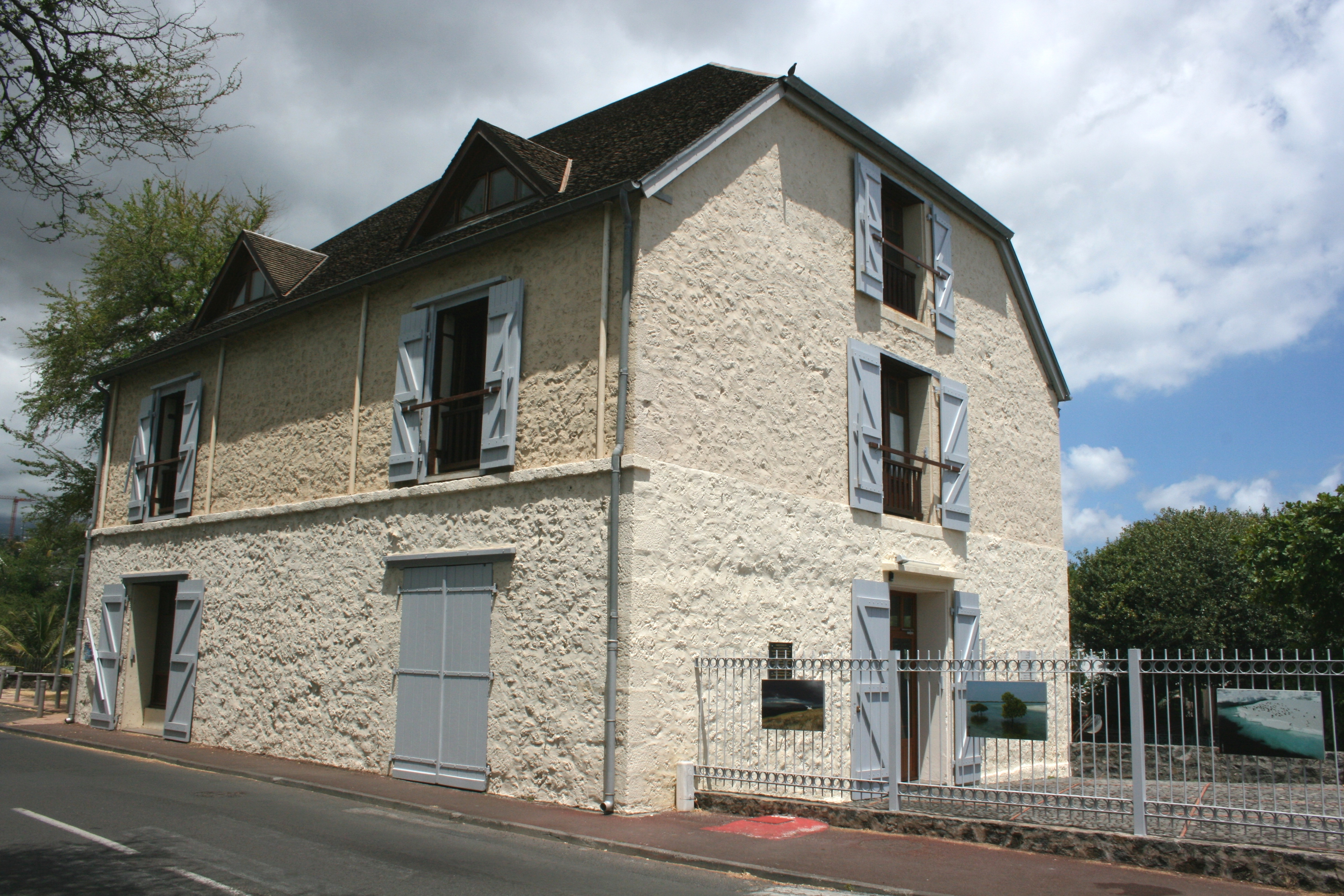
L'entrepôt Kerveguen à Saint-Pierre.

En 1829, afin de pouvoir transporter directement ses marchandises sans avoir à louer de navires à un armateur, Kerveguen et son frère Augustin développent une entreprise d’import-export en achetant un premier navire, Le Renard. Ils font ensuite construire le Gabriel, puis la Joséphine et enfin l’Emilie-Ezilda Au sein de la société de navigation Kerveguen Desrieux & Compagnie, ces navires font la liaison entre le port de Saint-Pierre, et ceux du Havre, de Nantes et de Bordeaux, afin d’exporter directement le sucre et le café de La Réunion. Les navires de Kerveguen font également des allers-retours depuis la Réunion jusqu’à Madagascar, l’Inde et la Chine.
Kerveguen bénéficie aussi un quasi-monopole sur l’importation des tissus (taffetas, draps, gaze, mousseline, chapeaux), ainsi que sur la quincaillerie, la parfumerie, la sellerie et certains (champagne, whisky, bière). Pour stocker ses marchandises, il fait construire plusieurs entrepôts. Trois à Saint-Pierre (dont l'entrepôt Kerveguen), un autre à Saint-Joseph, un à l’Étang-Salé, un à Saint-Leu, un à Champ-Borne et un dernier, le plus important, à Saint-Denis, à l’angle des rues de l’Intendance et du Commerce.

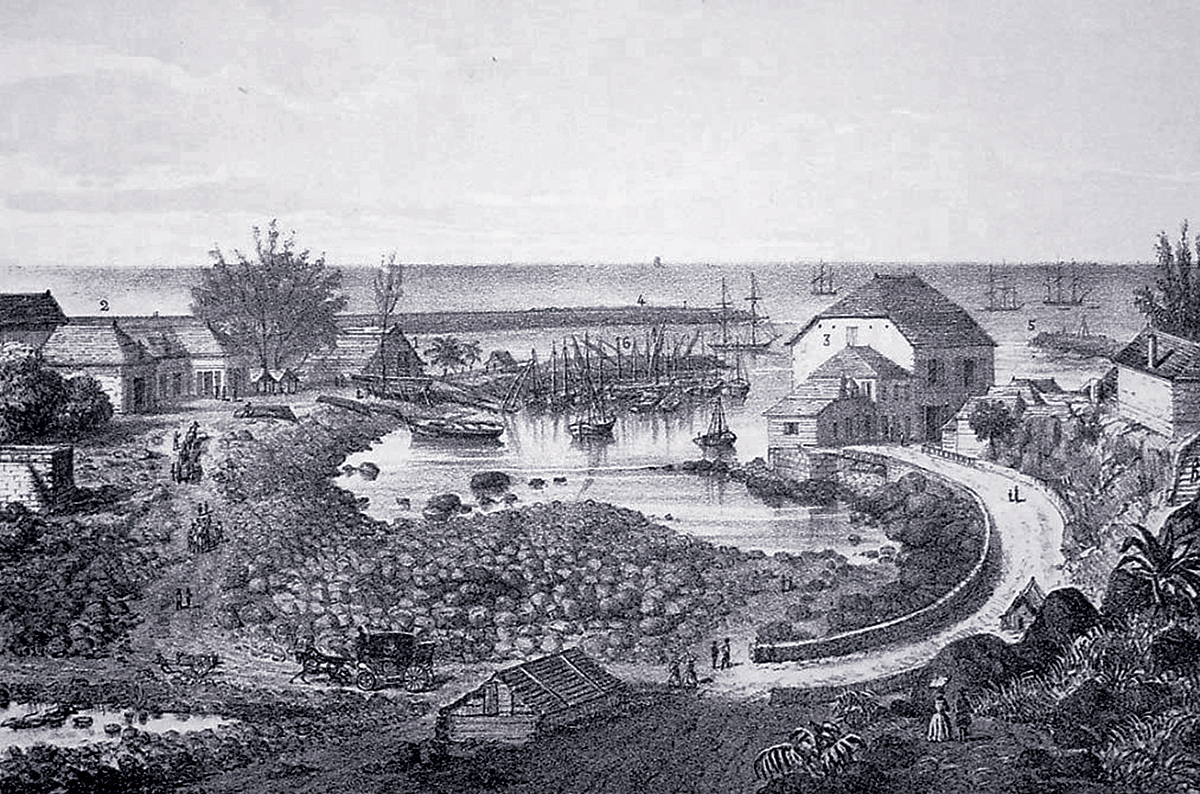
Travaux du port et entrepôt Kerveguen, par Antoine Louis Roussin, 1860.

Dans les années 1850, il fait construire trois « marines », débarcadères en pierre destinés à approvisionner directement par la mer ses usines et ses magasins de Saint-Philippe, Manapany, Vincendo et Langevin. Il a également le projet de construire un véritable port dans la rade de Saint-Pierre. Jusqu'alors, les 400 navires reçus chaque année mouillent au large, et les chargements et déchargements s'effectuent par canots. En 1853, il obtient du gouverneur Hubert-Delisle le déblocage des fonds nécessaires pour la construction d'une première darse, dont les travaux commencent en 1854. Toutefois, la houle et la nature rocheuse du terrain ralentissant la construction, Kerveguen ne verra pas le port complètement achevé.

#### Usurier
Jusque dans les années 1840, il n'y a pas de véritable système bancaire à Bourbon. Les emprunteurs doivent se tourner vers les riches marchands et les industriels du sucre. Grâce à ses propriétés, Kerveguen s'est considérablement enrichi. Il prend de nombreuses hypothèques sur des domaines, permettant aux colons sucriers de rester à flot. Également, il emprunte à taux très bas, puis prête à des taux d'intérêt oscillant entre 12 et 16 %. Générant des bénéfices conséquents, Kerveguen devient l'un des plus gros prêteurs de l'île (les sommes moyennes prêtées allant de 15 000 francs en 1830, à presque 100 000 francs en 1850). En cas de non-remboursement, les notaires et les avocats de Kerveguen font procéder à des expulsions, et saisissent les propriétés des débiteurs.
Kerveguen cherche aussi à moderniser le système bancaire de l'île, et contribue à la fondation de la Banque de la Réunion (4 juillet 1853). Il est aussi l’un des premiers actionnaires de la Caisse d’Épargne et de Prévoyance de l’île (1854), ainsi que l’un des initiateurs du Crédit foncier colonial (1860).

### Abolition de l'esclavage

#### Contexte
Quand la Convention montagnarde abolit une première fois l'esclavage en 1794, les notables de Bourbon en empêchent son application. Le système esclavagiste sur l'île est donc toujours en vigueur quand Napoléon rétablit l'esclavage en 1802.
En 1818, la traite négrière, mais pas encore l'esclavage, est officiellement interdite en France (même si des opérations de traite illégales se poursuivent). Puis, en 1834, les Britanniques abolissent complètement l’esclavage dans leurs colonies, notamment les voisines de Maurice et Rodrigues.
En 1845 en France, des ordonnances assouplissent le système esclavagiste en interdisant les châtiments corporels ou encore la mise aux fers. Deux ans plus tard, un des esclaves de Kerveguen se permet alors de porter plainte contre son maître pour excès de travail, châtiments et brutalité. Dans une lettre adressée au Procureur du roi par Gabriel Le Coat de Kervéguen, ce dernier argue les ordonnances de 1845 pour justifier l'indiscipline des esclaves, et demande ainsi de ne pas tenir compte de la plainte à son encontre. Il y fustige aussi leur « nature révolutionnaire », et « la notion de liberté » qu’ils invoquent quand ils affirment que « le travail doit être rémunéré ».

#### Abolition et indemnisation des esclavagistes
Finalement, en 1848, la Deuxième République abolit définitivement l'esclavage. Cette abolition s'accompagne toutefois de l'indemnisation des propriétaires esclavagistes par le contribuable français. Kerveguen, qui avait anticipé cette abolition et son indemnité versée par l'État, commence dès le début des années 1840, par racheter à bas prix leurs esclaves aux plus petits propriétaires. Alors qu'en 1830 il possédait 104 esclaves, il en déclarera ainsi plus de 1 000 en 1840, et près de 1 500 en 1848. Lorsqu’il n’en a pas l’utilité, il loue leur force de travail à d’autres planteurs.
Kerveguen touche ainsi, en 1849, la somme de 1 900 514 Francs or en compensation du préjudice financier causé par l'affranchissement de ses centaines d'esclaves, ou de ceux de ses débiteurs.

#### Engagisme
Bien qu'un arrêté ait été promulgué le 24 octobre 1848 afin d’obliger les anciens esclaves à demeurer dans les plantations de leurs anciens maîtres sous le statut de travailleurs salariés, la plupart d'entre eux réussissent à se soustraire à cette obligation. Pour faire face à la pénurie de main-d’œuvre, les planteurs et industriels se tournent vers le système de l'engagisme pour s'approvisionner en travailleurs, originaires principalement d'Inde (Malbars), et dans une moindre mesure de l’Afrique et de Madagascar.
Kerveguen a massivement recours à l'engagisme et, en quelques années, le nombre d'ouvriers dont il dispose double, atteignant les 3 200 en 1857 (dont 487 aux Casernes, 397 au Tampon, 269 à Langevin et 259 sur la propriété voisine de Vincendo). Cela fait de lui le premier employeur de l’île.
Afin de rémunérer les travailleurs (anciens esclaves affranchis ou nouveaux engagés), et face au manque de numéraire à La Réunion à la suite de plusieurs crises monétaires, Gabriel fait importer 220 000 kreuzers autrichiens démonétisés, qui deviendront une monnaie locale portant son nom : kervéguen. Ces pièces seront en circulation pendant vingt ans, jusqu'à l'unification des monnaies en circulation sur tout le territoire.
Pour ses engagés originaires d'Inde (Malbars), Kerveguen fait bâtir en 1852, cinq temples hindous, parmi lesquels le Temple du Gol.

### Carrière politique
Afin de peser sur les décisions politiques dans l'île, il s’arrange ainsi pour se faire élire au conseil général de l’île en 1831. Composée de trente membres élus au suffrage censitaire, cette institution (qui deviendra le conseil colonial en 1833) se réunit à Saint-Denis pour discuter des projets d’ordonnances qui leur sont présentées par le gouverneur. Kerveguen y siégera jusqu’en 1848, ce qui lui permettra d’avoir un œil sur tout ce que décide l’exécutif.
Il entre également au conseil municipal de Saint-Pierre en 1834, et y reste pendant vingt ans, avec notamment la responsabilité du budget municipal ainsi que la présidence de la commission des travaux communaux.

### Le château des Casernes

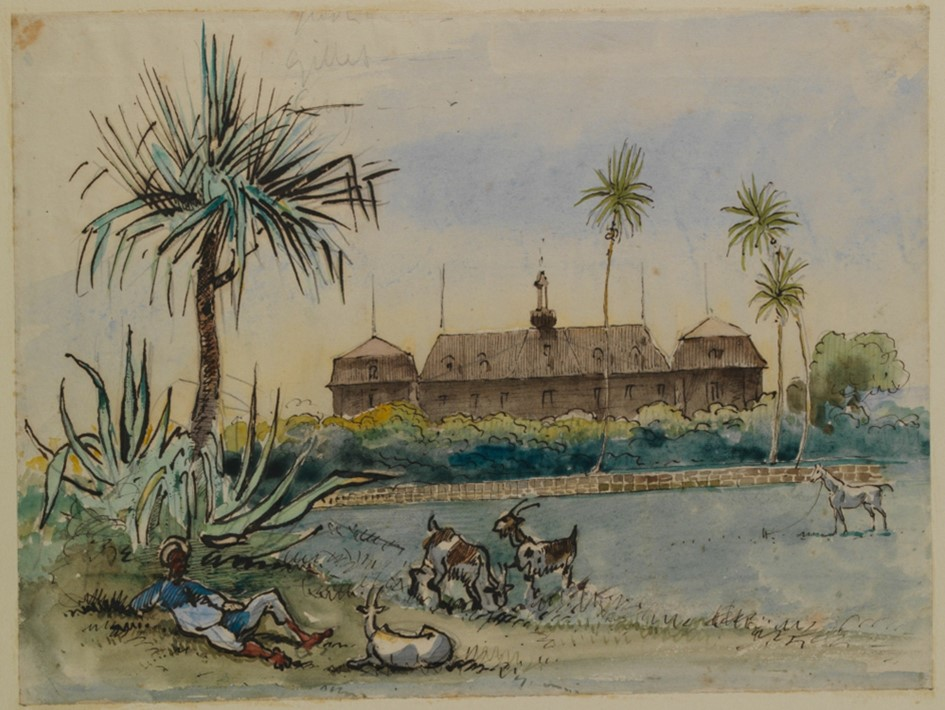
Le château des Casernes en 1861 (il sera rasé dans les années 1930).

L'année de son mariage avec la riche héritière créole Anne-Marguerite-Zacharine Chaulmet, âgée de 15 ans, Kerveguen se fait bâtir en 1831, dans son domaine des Casernes, une nouvelle et vaste demeure, selon des plans dessinés de sa propre main. Judicieusement placé sur les hauteurs de Saint-Pierre, le « château des Casernes » est une splendide maison à étage, composée d’un grand corps de logis et de quatre pavillons attenants, le tout en pierres de taille.
À l’intérieur de la demeure, les lustres italiens, les miroirs rococo, les parquets en marqueterie et les tapisseries venues tout droit de Paris côtoieront les tableaux et les pièces d’argenterie.
Comme dans toutes les grandes demeures créoles, la domesticité est particulièrement nombreuse au château des Casernes. Après 1848, les anciens esclaves ont été remplacés par des serviteurs indiens.

### Décès et descendance
De son mariage en 1831, jusqu'au décès de son épouse Anne-Marguerite-Zacharine Chaulmet (1816-1836) cinq ans plus tard, Kerveguen aura deux enfants : Denis-André (1833-1908) et Marie-Angèle-Emma (1835-1916).

À sa majorité, l'aîné est directement associé aux affaires de son père. Parti s’installer à Paris, il y achète un bel hôtel particulier situé au n°25 de la rue du Faubourg-Saint-Honoré. Il est chargé de réinvestir les profits réalisés à La Réunion dans les circuits économiques européens (actions dans les chemins de fer et les mines de charbon, bons du trésor de la Banque de France, etc.). En 1860, la fortune totale du clan Kerveguen est estimée à plus de 30 millions de Francs or.

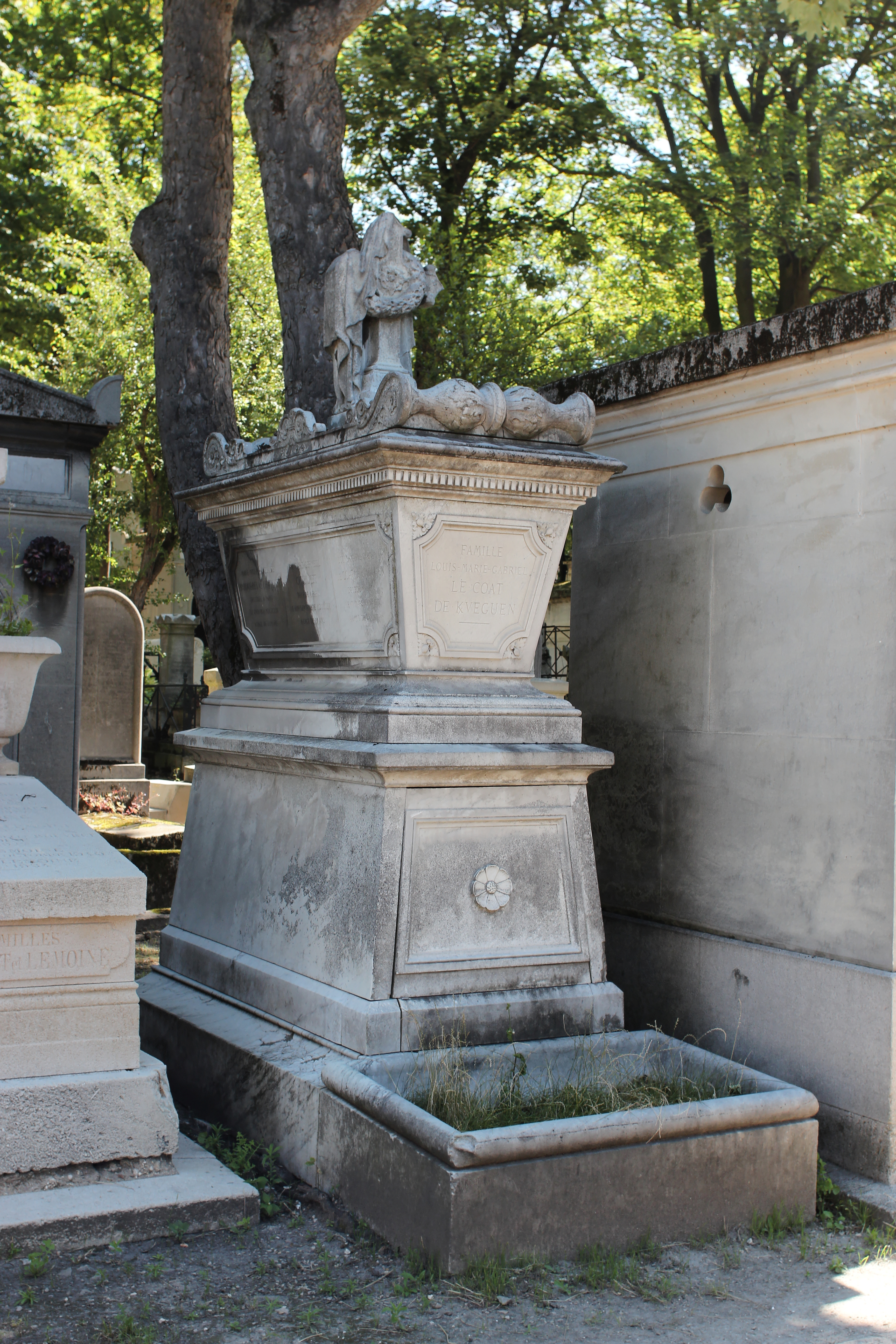
Tombe de Louis-Marie-Gabriel Le Coat de Kerveguen au cimetière du Père-Lachaise.

Gabriel meurt à Paris d'un accident de calèche le 4 mars 1860, au moment où se préparait le mariage de sa fille Marie Angèle Emma, née en 1835, avec le jeune Hippolyte Charles Napoléon Mortier, futur 3e duc de Trévise et chambellan de Napoléon III.
Il est inhumé au cimetière du Père-Lachaise (division 27).
À sa mort, Gabriel et son fils contrôlent treize établissements sucriers (dix sucreries et trois distilleries), qui produisent à elles seules près d’un quart de la production totale de sucre et de rhum réalisée dans l’île. L'empire industriel rencontrera toutefois des difficultés dans le seconde moitié du XIXe siècle, en raison notamment de la baisse du prix du sucre, ruinant de nombreux planteurs. La production annuelle de l’île tombera ainsi, de 73 838 tonnes en 1861, à seulement 23 553 tonnes en 1870.
La famille Kerveguen va malgré tout connaître encore quelques beaux jours sous la direction du fils de Denis-André, Robert Le Coat de Kerveguen (1875-1934). Ce dernier créera en 1902 la société en commandite Robert Le Coat de Kerveguen & Cie, achètera l’usine du Gol en 1905, et fondera en 1908 le puissant Syndicat des Fabricants de Sucre. Il fera aussi construire en 1908 la maison Bel-Air pour sa maîtresse, une actrice parisienne qu’il avait emmenée avec lui sur l’île. En 1920, avant de partir vers la Métropole, il cédera ses 10 000 hectares de terre et toutes ses usines pour la somme de 12 millions de francs à un groupe industriel mauricien, la Compagnie Foncière de Maurice-Réunion Limited. L’un de ses fils, Yves de Kerveguen (1925-2007), fera une carrière politique, devenant député-maire, et vice-président du Conseil général du Val-d’Oise.

## Postérité

### Hommages
- Une salle de concert de Saint-Pierre porte son nom : Le Kerveguen.

### Dans la culture populaire
La chanteuse réunionnaise Célimène Gaudieux (1808-1863) lui dédie un couplet satirique :
Monsieur de Kerveguen 
N’est pas riche en vain
Il a beaucoup de noirs
Treize établissements
Mais je vous jure
Que dame nature
N’épargnera pas

Kerveguen au trépas